# Petr Hubáček (1956)
Petr Hubáček (* 15. listopadu 1956) je bývalý český hokejový útočník. Hokejisty byli i jeho synové Petr Hubáček, Radek Hubáček a Oskar Hubáček.

## Hokejová kariéra
V československé lize hrál za TJ Motor České Budějovice a TJ Zetor Brno. Odehrál 7 ligových sezón, nastoupil ve 220 ligových utkáních, dal 46 ligových gólů a měl 42 asistencí. V nižších soutěžích hrál za Duklu Jihlava „B“, VTJ Písek a TJ ZVL Skalica.

## Klubové statistiky
| Sezona    | Klub                      | Soutěž  | Základní část | Základní část | Základní část | Základní část | Základní část |
| Sezona    | Klub                      | Soutěž  | Z             | G             | A             | B             | TM            |
| --------- | ------------------------- | ------- | ------------- | ------------- | ------------- | ------------- | ------------- |
| 1976/1977 | VTJ Písek                 | 3. liga | 26            | 9             | 12            | 21            | 18            |
| 1977/1978 | VTJ Písek                 | 3. liga | 40            | 12            | 11            | 23            | 24            |
| 1978/1979 | Dukla Jihlava „B“         | 2. liga | 44            | 11            | 8             | 19            | 38            |
| 1979/1980 | Dukla Jihlava „B“         | 2. liga | 40            | 13            | 15            | 28            | 36            |
| 1980/1981 | TJ Motor České Budějovice | 1. liga | 25            | 2             | 7             | 9             | 4             |
| 1981/1982 | TJ Motor České Budějovice | 1. liga | 34            | 4             | 4             | 8             | 12            |
| 1982/1983 | TJ Zetor Brno             | 1. liga | 44            | 8             | 10            | 18            | 26            |
| 1983/1984 | TJ Zetor Brno             | 1. liga | 42            | 17            | 12            | 29            | 36            |
| 1984/1985 | TJ Zetor Brno             | 1. liga | 33            | 6             | 6             | 12            | 26            |
| 1985/1986 | TJ Zetor Brno             | 1. liga | 37            | 8             | 3             | 11            | 26            |
| 1986/1987 | TJ Zetor Brno             | 1. liga | 5             | 1             | 0             | 1             | -             |
| 1987/1988 | TJ ZVL Skalica            | 2. liga | 40            | 16            | -             | -             | -             |